# Revue économique
La Revue économique es una revista de economía francesa creada en 1950 por un grupo de nueve universitarios del Collège de France, de la École Pratique des Hautes Étude, de la facultad de Derecho de París, de la facultad de Derecho de Poitiers, de Ciencias Políticas y de la Sorbona.

## Historia

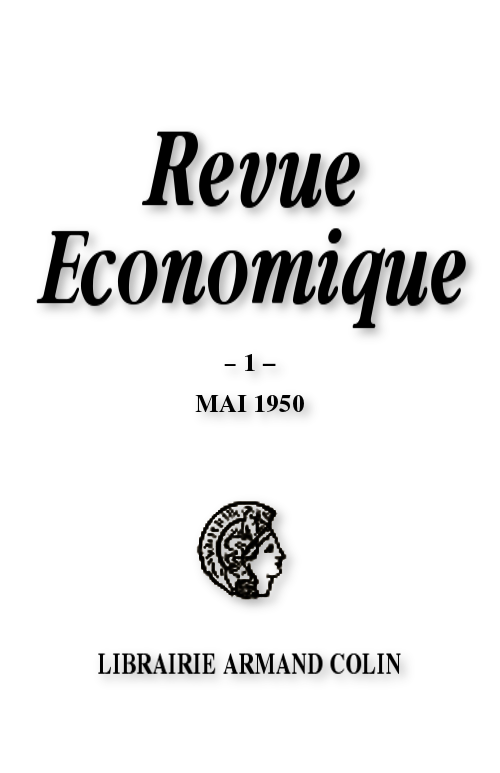
Recreación de la primera portada de la revista

Los fundadores de la Revue économique son Albert Aftalion (1874-1956), Fernand Braudel (1902-1985), Émile James (1899-1991), Étienne Labrousse (1895-1989), Jean Lhomme (1901-1987), Jean Marchal (1905-1995), Jean Meynaud (1914-1972), Henri Noyelle (1882-1966), Jean Weiller (1905-2000). 
Quisieron que la revista estuviera abierta a las aportaciones de las otras ciencias sociales, en particular la historia y la sociología.
Publica trabajos originales en todos los campos de la investigación económica. Es una revista de carácter generalista. 
Se trata de una revista científica en economía que comenzó siendo publicada por la editorial Armand Colin hasta 1977 y desde 1978 por el Instituto de Estudios Políticos de París. Ha sido clasificada entre las primeras revistas científicas de lengua francesa en economía por el Centro Nacional de Investigación Científica y el Haut Conseil de l'évaluation de la recherche et de l'enseignement supérieur (HCERES). Abarca más 400 números publicados en 70 volúmenes.
Entre los autores que han publicado en la Revue économique se encuentran, John Abowd (en inglés), Raymond Aron, Raymond Valla, Charles Bettelheim, François Bloch-Lainé, Marc Fleurbaey, Roger Guesnerie, Francis Kramarz, Denis Kessler, Serge Christophe Kolm, Jean-Jacques Laffont, Wassily Leontief, Edmond Malinvaud, Pierre Mendès-Francia, Alfred Sauvy, Dominique Strauss-Kahn, Jacques Rueff, Jan Tinbergen, Jean Tirole.

## Premio de laRevue économique
Se trata de un premio otorgado cada dos años a un autor que ha publicado en la Revue économique y que recompensa el conjunto de sus trabajos.
- 2012 : Claude Henry[9]
- 2014 : Marc Fleurbaey[10]
- 2016 : David Martimort[11]
- 2018 : Marie-Claire Villeval[12]